# Centro de História da Universidade de Lisboa
O Centro de História da Universidade de Lisboa (CH-ULisboa) é uma unidade de desenvolvimento e investigação da Universidade de Lisboa. Sediado na Faculdade de Letras, foi fundado em 1958, por Virgínia Rau (que foi também sua primeira directora), sob a designação de Centro de Estudos Históricos anexo à Faculdade de Letras de Lisboa, ficando debaixo da alçada do Instituto para a Alta Cultura, organismo do Estado que tutelava os centros de investigação universitária.
Após o 25 de Abril de 1974, passou a designar-se Centro de Arqueologia e História das Universidades de Lisboa, sob a tutela do então INIC (Instituto Nacional de Investigação Científica) e, nos anos 80, após a separação do núclo de Arqueologia (que se constituiu em Centro de Arqueologia da Universidade de Lisboa), assumiu a actual designação, passando para a tutela da JNICT (Junta Nacional de Investigação Científica e Tecnológica) e, a partir de 1997, da FCT (Fundação para a Ciência e a Tecnologia).
Ao longo dos seus cinquenta anos de existência, nele se formaram e nele colaboraram alguns dos grandes nomes da historiografia e da cultura portuguesa contemporâneas, tais como Virgínia Rau, Jorge Borges de Macedo, A. H. de Oliveira Marques, Iria Gonçalves, José Mattoso, Joaquim Barradas de Carvalho, Joel Serrão, Joaquim Veríssimo Serrão, António Borges Coelho, Maria José Ferro Tavares, Maria José Lagos Trindade, Maria do Rosário Themudo Barata, entre outros.
O Centro de História da Universidade de Lisboa edita  Clio, uma revista de estudos históricos de periodicidade anual, que vai já na sua segunda série, depois de ter publicado a revista Do Tempo e da História (disponível online), da qual saíram cinco números (1965, 1969, 1970, 1971 e 1972).

## Lista de Directores
- Virgínia Rau
- Jorge Borges de Macedo
- Joaquim Barradas de Carvalho
- Victor dos Santos Gonçalves
- João Medina
- Joaquim Veríssimo Serrão
- José Nunes Carreira
- João Medina
- António Ventura
- José Augusto Ramos
- Hermenegildo Fernandes
- José da Silva Horta